# Аліум Сайду
Аліум Сайду (фр. Alioum Saidou, нар. 19 лютого 1978, Маруа) — камерунський футболіст, що грав на позиції півзахисника.

## Клубна кар'єра
У дорослому футболі дебютував 1997 року виступами за команду клубу «Котон Спорт», в якій провів два сезони.
Своєю грою за цю команду привернув увагу представників тренерського штабу турецького клубу «Істанбулспор», до складу якого приєднався 1999 року. У Суперлізі дебютував 8 серпня 1999 року в матчі проти «Антальяспору» (3:0). Відіграв за стамбульську команду наступні п'ять сезонів своєї ігрової кар'єри. Більшість часу, проведеного у складі «Істанбулспора», був основним гравцем команди.
2004 року уклав контракт з «Галатасараєм», але основним гравцем не став і на початку 2005 року був відданий в оренду в «Малатьяспор». Повернувшись влітку в «Галатасараєм» Сайду став частіше залучатись до матчів і взяв участь у 26 іграх допоміг клубу виграти чемпіонат Туреччини.
Влітку 2006 року перейшов у французький «Нант». У Лізі 1 він дебютував 4 серпня 2006 року в грі з «Ліоном» (1:3) і швидко став основним гравцем, зігравши у 32 матчах чемпіонату, але клуб зайняв останнє 20 місце і вилетів до Ліги 2.
Після цього Сайду повернувся до Туреччини і протягом 2007—2010 років захищав кольори «Кайсеріспора», з яким у сезоні 2007/08 виграв Кубок Туреччини. Завершив професійну ігрову кар'єру у клубі «Сівасспор», за який виступав протягом сезону 2010/11 років. Загалом за кар'єру у турецькій Суперлізі він зіграв 270 ігор і забив 17 голів.

## Виступи за збірну
1997 року дебютував в офіційних матчах у складі національної збірної Камеруну.
У складі збірної був учасником Кубка африканських націй 2006 року в Єгипті, де зіграв у всіх чотирьох іграх, а його збірна вилетіла у чвертьфіналі.
Всього протягом кар'єри у національній команді провів у формі головної команди країни 13 матчів, забивши 4 голи.

## Досягнення
- Чемпіон Туреччини: 2005/06
- Володар Кубка Туреччини: 2007/08